# Austrofossombronia marionensis
Austrofossombronia marionensis är en bladmossart som beskrevs av Rudolf Mathias Schuster. Austrofossombronia marionensis ingår i släktet Austrofossombronia och familjen Fossombroniaceae. Inga underarter finns listade i Catalogue of Life.